# Stephon Castle
Stephon Javonte Castle (* 1. November 2004 in Covington (Georgia)) ist ein US-amerikanischer Basketballspieler.

## Werdegang
Castle wechselte von der Newton High School an die University of Connecticut. In seiner einzigen Saison in der NCAA erzielte er 2023/24 in 34 Spielen einen Mittelwert von 11,1 Punkten je Begegnung und gewann mit UConn den NCAA-Meistertitel. Hernach gab er seinen Wechsel ins Profilager bekannt. Castle wurde Ende Juni 2024 beim Draftverfahren der NBA von den San Antonio Spurs ausgesucht.
Castle wurde in seiner Debütsaison zum Rookie of the Year gewählt.

### Nationalmannschaft
Castle gewann 2022 mit der US-amerikanischen U18-Nationalmannschaft die Amerikameisterschaft dieser Altersklasse.